# NGC 4451
NGC 4451 (другие обозначения — UGC 7600, IRAS12260+0932, MCG 2-32-79, ARAK 368, ZWG 70.111, VCC 1118, PGC 41050) — галактика в созвездии Дева.
Этот объект входит в число перечисленных в оригинальной редакции «Нового общего каталога».
В галактике вспыхнула сверхновая SN 1985G типа II, её пиковая видимая звездная величина составила 14,5.